# Гідрологія Кременчука
Гідрологія Кременчука — структура та водні об'єкти, що розташовані на території Кременчука. Усі водні об'єкті зазнали значного антропогенного впливу.

## Річки
Усі водотоки на території міста зарегульовані. Малі річки частково каналізовані, деяким змінено основне русло.
Основною водною артерією Кременчука є Дніпро, а саме частина, перетворена на Кам'янське водосховище. Також через місто протікають річки: Сухий Омельник, Сухий Кагамлик, Крива Руда. Усі водотоки на території міста зарегульовані.
Кам'янське водосховище розділяє місто на лівобережні (власне Кременчук) та правобережну (Крюків). Зі створенням Кам'янського водосховища рівень Дніпра у районі Кременчука піднявся.
Річка Сухий Кагамлик протікає з півночі на південь де різко повертає на захід і впадає в р. Крива Руда. Відмітка початку річки 96,20 м гирла 64.00 м. Сучасний стан річки Сухий Кагамлик має яскраво виражений урбанізований характер.
Річка Крива Руда перетинає територію міста Кременчука з північного заходу на південний схід. У залізничного шляхопроводу Крива Руда приймає лівий приток — р. Сухий Кагамлик і впадає в Дніпро в району Занасипу. Річка Крива Руда складається з цілої низки розкиданих та розрізнених старорічищ та має виражене русло в межах міста. Русло має кілька рукавів та в сухий період року місцями пересихає та перетворюється в низку видовжених озер та боліт. Місцями річка каналізована, або взагалі пропускається через трубу.
Річка Сухий Омельник протікає в північній частині міста по незабудованій території. Але вона також носить печатку урбанізації. В минулому русло було каналізоване. На берегах влаштовані відстійники стічних вод.
| Назва річки       | Куди впадає з якого берегу | Довжина, км |                    | Площа водозбору кв.км |
|                   |                            | загальна    | на території міста |                       |
| Сухий Омельник    | Псел (правий)              | 52,3        | 2,1                | 399                   |
| Сухий Кагамлик    | р.Крива Руда (лівий)       | 87,1        | 16,7               | 476                   |
| в т.ч. Крива Руда | р.Дніпро (лівий)           | 5,0         | 4,7                | -                     |

## Озера
У місті знаходяться кілька озер. Більшість з них штучного походження.
- Скеля (озеро), біля колишніх артскладів, це затоплениі каменоломні XIX ст
- Озеро Гарячка біля заводу Кредмаш, колишній ставок царських садів
- Силікатне озеро — штучне озеро у Студентському парку із острівцем посередині (затоплений кар'єр на Занасипі)

## Підземні води
Підземні води залягають у четвертичних водоносних горизонтах (QIV). У місті Кременчуці представлені джерела мінеральних вод тріщинуватої зони архейських гранітів — корисні копалини загальнодержавного значення.

## Екологія
За даними спостережень стан забруднення поверхневих водних об'єктів оцінюється як помірний для Кам'янського водосховища (сезонне перевищення ГДК за 2—3 компонентами), за виключенням літнього періоду з несприятливими метеорологічними умовами, та значний для всіх малих річок міста. В забруднення останніх основний внесок роблять скиди неочищених дощових вод з території міста. Також значну роль відіграє відсутність процесів самоочищення з причини порушення природного гідрологічного режиму. Скид стічних вод здійснюється через локальні очисні споруди. Загальний скид стічних вод у місті знаходиться в межах 42—47 млн м³. на рік.